# Mora (fartyg)

Mora på Bayeuxtapeten

La (eller Le) Mora var namnet på det fartyg som Wilhelm Erövraren använde vid invasionen av England 1066 och som var flaggskepp i den invasionsflottan på kanske omkring 700 skepp, som på kvällen den 27 september 1066 satte segel från Barfleur vid den franska kusten i Normandie.
Det som är känt om fartygets utseende framgår i första hand från avbildningen av skeppet på Bayeuxtapeten. Mora var större och snabbare än de andra fartygen i flottan. Det beräknas ha varit 34 meter långt och 5 meter brett, samt ha rotts av 60 man. Det hade ett segel på 150 kvadratmeter. Fartyget beräknas vid invasionen ha kunnat lasta 70 man med utrustning.
Befälhavare på Mora var Stephen Fitz Airard, som fortsatte att vara hennes kapten till William Erövrarens död 1087. Stephen Fitz Airard mottog mark i Hampshire, Berkshire och Warwickshire som belöning för sin medverkan vid erövringen av England 1066. 

## Replika
L'association La Mora – Guillaume le Conquérant planerar att bygga en replik i Honfleur med början i slutet av 2023 och med tanke att det ska vara klart för avsegling över Engelska kanalen 2027, ett tusen år efter Wilhelm Erövrarens ungefärliga födelseår.

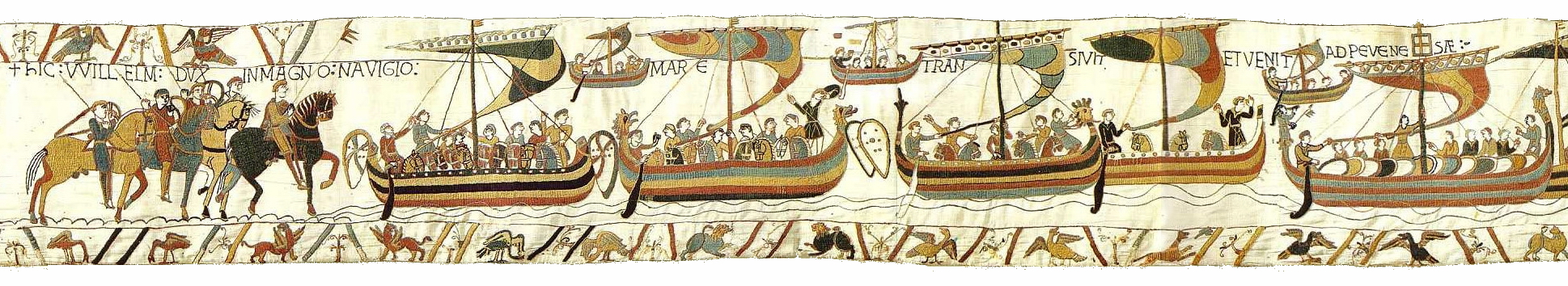
Bayeuxtapeten, med flaggskeppet Mora längst till höger